# 6672 Коро
6672 Коро (6672 Corot) — астероїд головного поясу, відкритий 24 березня 1971 року.
Тіссеранів параметр щодо Юпітера — 3,483.